# Barry Alexander Brown
Barry Alexander Brown (nascut el 28 de novembre de 1950 a Warrington, Cheshire) és un director i editor de cinema estatunidenc d'origen anglès. Com a editor de cinema, és conegut sobretot per les col·laboracions amb el director de cinema Spike Lee, editor d'algunes de les pel·lícules més conegudes de Lee, com ara Do the Right Thing (1989), Malcolm X (2006), He Got Game (1998), 25th Hour (2002), Inside Man (2006),i BlacKkKlansman (2018), l'última de les quals li va valer una nominació a l'Oscar al millor muntatge als Premis Oscar de 2018.
Com a director de cinema, Brown va codirigir la pel·lícula documental The War at Home (1979), per la qual va ser nominada a un Oscar al millor documental i va ser un dels nominats més joves per a la categoria. Alguns dels seus altres crèdits com a director de pel·lícules inclouen The Who's Tommy, the Amazing Journey (1993), un documental sobre l'àlbum Tommy de The Who, i els llargmetratges Winning Girls Through Psychic Mind Control (2002), amb Bronson Pinchot i Son of the South (2020). Brown també ha editat vídeos musicals de Michael Jackson, Prince, Stevie Wonder, Public Enemy i Arrested Development.
És un antic professor associat d'Estudis Cinematogràfics a la Universitat de Colúmbia.